# Mater et magistra

Wappen von Papst Johannes XXIII.

Die Enzyklika Mater et magistra  (Latein für Mutter und Lehrmeisterin) von Papst Johannes XXIII. wurde aus Anlass des siebzigjährigen Jubiläums der Enzyklika Rerum novarum am 15. Mai 1961 veröffentlicht.

## Gliederung und Inhalte

### Einführung
Es erfolgt der Hinweis, dass die katholische Kirche „Mutter und Lehrmeisterin der Völker“ sei; sie sei von Jesus Christus dazu eingesetzt.

### Erster Teil
- Die Zeit von Rerum Novarum
- Wege zum Wiederaufbau
- Das Rundschreiben Quadragesimo anno von 1931
- Die Rundfunkbotschaft von Pfingsten 1941
- Neue Wandlungen

### Zweiter Teil
- Klarstellungen und Weiterführung zur Lehre von Rerum Novarum
- Gesellschaftliche Verflechtungen
- Der Arbeitsentgelt
- Forderung der Gerechtigkeit im Hinblick auf die Unternehmensverfassung
- Das Privateigentum
- Öffentliches Eigentum

### Dritter Teil
- Neue Seiten der sozialen Frage
- Forderungen der Gerechtigkeit in den Beziehungen zwischen den einzelnen Wirtschaftszweigen
- Soziale Gerechtigkeit und wirtschaftlicher Ausgleich zwischen Völkern verschieden hoher Wirtschaftsstufen
- Zusammenarbeit auf Weltebene

### Vierter Teil
- Die Neuordnung des gesellschaftlichen Lebens in der Wahrheit, der Gerechtigkeit und der Liebe
- Sonn- und Feiertage

## Zusammenfassung
Das unverkennbar für die Mitbestimmung der Arbeiter eintretende Rundschreiben erklärt, dass den Arbeitern das Recht auf aktive Teilnahme an dem sie beschäftigenden Unternehmen zustehe. Mater et magistra öffnet die katholische Soziallehre damit verstärkt der sozialen Wirklichkeit des Arbeitslebens. Darüber hinaus zeigt sie auch die Probleme der wirtschaftlich weniger stark entwickelten Länder auf, die niemals zuvor explizit Thema einer Enzyklika waren. Es geht dabei nicht nur um das Gemeinwohl des eigenen Landes und Volkes, Mater et magistra geht vielmehr das Arbeiterproblem als erstes päpstliches Schreiben auch global an.

## Bewertung
Mit Mater et magistra wurde eine Enzyklika vorgelegt, die sich von den Enzykliken ihrer Vorgänger deutlich unterscheidet. Sie ist keine sozialphilosophische Überlegung, sondern beschreibt die Schwierigkeiten und Aussichten der sozialen Entwicklung auf der Welt mit klaren Forderungen. Die Gliederung der Enzyklika unterstreicht mit ihren Rückblicken auf Rerum novarum und Quadragesimo anno, dass die katholische Soziallehre auf Fortentwicklung und Erneuerung setzt. So ist für Johannes XXIII. die christliche Gesellschaftslehre „ein integrierender Bestandteil der christlichen Lehre vom Menschen“. Eine der wichtigsten dieser Fortentwicklungen ist die Anerkennung der demokratischen Staatsform als Umfeld zur Verwirklichung der sozialen Ansprüche. In Quadragesimo anno war 1931 noch der Ständestaat als erwünschte politische Ordnung propagiert worden, der jedoch in Österreich 1938, in Italien 1943, in Portugal 1974 und in Spanien 1976 scheiterte. Seit 1944 hatte der Katholizismus, unter Papst Pius XII. die Vorbehalte gegen die demokratische Regierungsform im Staat, die bis 1918 noch selten war, offiziell aufgegeben, nachdem das republikanische Frankreich sich, als einziges katholisches Land in Europa, als widerstandsfähig gegenüber totalitären Exzessen autoritärer Modelle (1926 päpstliches Verbot der Action Francaise) erwiesen hatte. Diese Entwicklung bestätigt Mater et magistra und führt sie fort.
Die Reaktion auf dieses neue Sozialrundschreiben war von überschwänglichen Zustimmungen bis zur generellen Ablehnung (auch in Deutschland)  begleitet, trotzdem wurde die Sozialenzyklika als Mitbestimmungsenzyklika bekannt. Papst Johannes XXIII. veröffentlichte, mit gleicher Stoßrichtung, 1963 die Friedensenzyklika Pacem in terris. Die Anliegen beider hat auch Papst Paul VI. fortgeführt (Enzyklika Populorum progressio 1967, Apostolisches Schreiben Octogesima adveniens 1971) und seine Nachfolger haben diese neuere Soziallehre weiter entfaltet.

## Text und Kommentar
- Amtlicher lateinischer Originaltext: Acta Apostolicae Sedis (AAS) 53 (1961), p. 401–464.
- Die Sozialenzyklika Papst Johannes XXIII. Mater et Magistra. Über die jüngsten Entwicklungen des gesellschaftlichen Lebens und seine Gestaltung im Licht der christlichen Lehre. Mit einem ausführlichen Kommentar und einer Einführung in die Soziallehre der Päpste von Eberhard Welty OP. (= Herderbücherei Bd. 110), Verlag Herder, Freiburg im Breisgau 1961, 6. Auflage 1965.
- Papst Johannes XXIII.: Enzyklika Mater et Magistra vom 15. Mai 1961 über die jüngsten Entwicklungen des gesellschaftlichen Lebens im Lichte der christlichen Lehre. Mit dem offiziellen lateinischen Text des Vatikans. Rex-Verlag, Luzern 1963.